# Иллинойсский угольный бассейн
Иллинойсский угольный бассейн расположен в США, в штате Иллинойс и частично в штатах Индиана и Кентукки.

## История
Промышленная добыча подземным способом осуществляется с 1875 года, карьерами — с 1928 года.

## Границы и осадочные породы
Бассейн граничит на северо-востоке с аркой Канкаки, на юго-востоке с аркой Цинциннати, на юге с аркой Паскола, на юго-западе с куполом Озарка, на северо-западе с аркой реки Миссисипи и на севере с Висконсинская арка. Сейсмическая зона Нового Мадрида и Сейсмическая зона долины Вабаш пересекают южную часть бассейна.

## Характеристика
Площадь — 122 тыс км². Запасы угля оцениваются в 365 млрд т, 20 пластов. Мощность 0,6—2,6 м. Около 18 млрд т пригодные для открытой разработки. Угленосность связана с отложениями каменноугольного периода. Разрабатываются 9 пластов мощностью 0,6—2,6 м; 85—90 % добыче дают пласты № 6 (Херрин) и № 5 (Гаррисберг). Уголь битуминозен, с высоким и средним выходом летучих веществ (30—43 %). Содержание серы до 10 %, больше 85 % достоверных запасов угля бассейна содержат свыше 3 % серы. Содержание золы 6—14 %, теплота сгорания 25,5—34,7 МДж/кг.
Средняя глубина разработки составляет 140 м.

## Технология разработки
Преобладает вскрытие шахтных полей наклонными стволами. Мощность пластов, которые разрабатываются подземным способом, в среднем 2,2 м. Применяются камерная и камерно столбовая системы разработки. Около 50 % подземной добычи — обеспечивают коротко-забойные комбайны. На длинные забои приходится меньше 1 % подземной добычи. На карьерах, как правило, принята бестранспортная система разработки с использованием драглайн на раскрытии, мехлопат и фронтальных погрузчиков — на добыче; транспорт автомобильный. Открытым способом разрабатываются пласты мощностью в среднем 1,3—1,6 м. Средняя глубина вскрытия — около 20 м, коэффициент вскрыши 15 м³/т. Часть обогащаемого угля в товарном продукте составляет 61 %. Свыше 90 % уголь используется на ТЭС, 3 % — для коксования.